# Dmítriyevski (Adiguesia)
Dmítriyevski (del ruso: Дмитриевский) es un jútor del raión de Koshejabl en la república de Adiguesia de Rusia. Está situado a en la orilla derecha del río Fars, afluente del Labá, de la cuenca del Kubán, 12.8 km al noroeste de Tulski y 42 km al nordeste de Maikop, la capital de la república. Tenía 509 habitantes en 2010
Pertenece al municipio Dmítriyevskoye.